# صموئيل أ. بيتي
صموئيل أ. بيتي (بالإنجليزية: Samuel A. Beatty)‏ هو قاضي ومحامي أمريكي، ولد في 23 أبريل 1923، وتوفي في 21 مايو 2014.